# روبرت هاردي
روبرت هاردي (بالإنجليزية: Robert Hardy)‏ (مواليد 29 أكتوبر 1925 في شلتنهام - الوفاة 3 أغسطس 2017)، هو ممثل إنجليزي بدأ مسيرته الفنية سنة 1958. على مدى 70 سنة شارك بالعديد من الأعمال على المسرح والسينما والتلفزيون. عُرف بدوره في فيلم «الجاسوس الذي جاء من البرد» (1965)، و«العاطفة والعقل» (1995). واشتهر بدور كورنيليوس فادج في أربعة من سلسلة أفلام هاري بوتر.

## وصلات خارجية
- روبرت هاردي على موقع IMDb (الإنجليزية)
- روبرت هاردي على موقع روتن توميتوز (الإنجليزية)
- روبرت هاردي على موقع ألو سيني (الفرنسية)
- روبرت هاردي على موقع ميوزك برينز (الإنجليزية)
- روبرت هاردي على موقع أول موفي (الإنجليزية)
- روبرت هاردي على موقع قاعدة بيانات برودواي على الإنترنت (الإنجليزية)
- روبرت هاردي على موقع قاعدة بيانات الأفلام السويدية (السويدية)
- روبرت هاردي على موقع إن إن دي بي (الإنجليزية)
- روبرت هاردي على موقع ديسكوغز (الإنجليزية)
- روبرت هاردي على موقع قاعدة بيانات الفيلم (الإنجليزية)